# Жиу
Жиу (на румънски: Jiu; на унгарски: Zsil; на латински: Rabon) е река в Румъния (окръзи Хунедоара, Горж и Долж), ляв приток на Дунав. Дължина 331 km (с дясната съставяща я река Жиул де Вест 385 km). Площ на водосборния басейн 10 070 km².
Река Жиу се образува от сливането на двете съставящи я реки Жиул де Ест (Източен Жиул, 29 km, 468 km², лява съставяща) и Жиул де Вест (Западен Жиул, 54 km, 496 km², дясна съставяща), на 555 m н.в., при град Ливезени, в южната част на котловината Петрошени, в югоизточната част на окръг Хунедоара. Река Жиул де Ест води началото си от планината Сурян, а Жиул де Вест – от планината Вълкан, двете части от Южните Карпати. Веднага след образуването си Жиу навлиза в дългия 25 km, тесен и живописен пролом Сурдук, разделящ масивите Вълкан на запад и Парънг на изток, където течението ѝ е бурно, а коритото е осеяно с бързеи и прагове. При град Бумбещи Жиу реката излиза от дефилето и навлиза в хълмистата предпланинска равнина Олтения, където долината ѝ се разширява, а течението успокоява. В района на град Крайова навлиза в западната част на обширната Долнодунавска равнина. Тук долината ѝ става много широка, течението много бавно, разделя се на ръкави и силно меандрира. Влива отляво в река Дунав, при нейния 692 km, на 26 m н.в., на 5 km на изток-североизток от българския град Козлодуй, разположен на десния бряг на Дунав.
На запад водосборният басейн на Жиу граничи с водосборните басейни на реките Деснецуй, Дринча, Тополница и Черна (леви притоци на Дунав), на север – с водосборния басейн на река Муреш (Марош, ляв приток на Тиса), а на изток – с водосборния басейн на река Олт (ляв приток на Дунав). В тези си граници площта на водосборния басейн на реката възлиза на 10 070 km² (1,23% от водосборния басейн на Дунав). Основни притоци: леви – Джиларт (116 km, 1358 km²), Амарадия (106 km, 879 km²); десни – Мотру (139 km, 1874 km²), Разник (58 km, 498 km²).
Река Жиу има смесено подхранване, с преобладаване на снежно-дъждовното. Пълноводието ѝ е през пролетта и е съпроводено много често с бурни наводнения, а маловодието е през лятото. Замръзва само в студени зими от края на декември до края на февруари, предимно в горното течение. Среден годишен отток в долното течение 80 m³/sec.
В горната част от долината на река Жиу, около градовете Петрошани и Лупени, се намират голямата част от въглищните мини в Румъния. В долното течение част от водите ѝ се използват за напояване.
По цялото си протежение долината ѝ е гъсто заселена, като най-големите селища са градовете Петрошани (на река Жиул де Ест) и Лупени (на река Жиул де Вест) (в окръг Хунедоара), Бумбещи Жиу и Търгу Жиу (окръг Горж), Филиаши и Крайова (в окръг в Долж.